# Stockheim (Gastronomie)
Stockheim Catering ist ein Unternehmen in der deutschen Catering- und Messegastronomie.  

## Geschichte
Gegründet wurde Stockheim als Privatunternehmen im Jahr 1948 von Heinz Stockheim. Damals waren 35 Mitarbeiter beschäftigt. 1989 hat sein Sohn Karl-Heinz Stockheim die Firma übernommen.
Im Laufe der Zeit hatte sich das Privatunternehmen zur Stockheim-Gruppe ausgeweitet, die im Bereich der Systemgastronomie tätig war. Die Unternehmensgruppe gliederte sich in sechs Geschäftsfelder auf. Jedes Feld war organisatorisch eigenständig bzw. rechtlich selbständig tätig. Die Koordination erfolgte durch einen Leitungskreis, dessen Vorsitzender Karl-Heinz Stockheim ist. 2010 erwirtschaftete die Gruppe mit 1245 Beschäftigten einen Umsatz von mehr als 79 Millionen Euro.
Seit Mai 2017 befand sich die Unternehmensgruppe nach erheblichen Umsatzverlusten durch Auftragsverluste am Flughafen Düsseldorf und am Kongresszentrum Hamburg in einem Insolvenzverfahren. Im Rahmen des Insolvenzverfahrens trennte sich Stockheim Ende 2017 von 25 Hochfrequenzfilialen, die sich an den Flughäfen und Hauptbahnhöfen in Düsseldorf, Köln-Bonn sowie Münster-Osnabrück befinden. Diese wurden durch die SSP übernommen. Des Weiteren trennte sich Stockheim von der Gastronomie des Kongresszentrums und der Messegastronomie in Hamburg. Diese wurden von der Käfer-Gruppe übernommen. Nach Abschluss des Insolvenzverfahren (13. April 2018) schrumpfte die Gruppe auf den Standort Düsseldorf zusammen, wo sie nach wie vor einen Teil der Messegastronomie und die Gastronomie in den Rheinterrassen betreibt. Die Mitarbeiterzahl sank im Laufe des Insolvenzverfahrens von über 750 auf 120.